# Finländska mästerskapet i fotboll 1920
Finländska mästerskapet i fotboll 1920 vanns av IFK Åbo.

## Finalomgång

### Semifinaler
| IFK Helsingfors | TR Åbo          | 5-1 |
| Reipas Viborg   | HJK Helsingfors | 0-2 |

### Final
| IFK Åbo | HPS Helsingfors | 2-1 |

- IFK Åbo finländska mästare i fotboll 1920.